# Supercopa da UEFA de 2012
A Supercopa da UEFA de 2012 foi a 37ª edição desta competição, uma partida anual organizada pela UEFA na qual se confrontaram os campeões da Liga dos Campeões de 2011–12 e da Liga Europa da UEFA de 2011–12.
O Atlético de Madrid venceu a edição derrotando o Chelsea por 4–1, com um hat-trick de Radamel Falcao, que foi também o homem-do-jogo.

## Participantes
| Clube              | Cidade  | Classificação                                   | Participações anteriores |
| ------------------ | ------- | ----------------------------------------------- | ------------------------ |
| Chelsea            | Londres | Campeão da Liga dos Campeões da UEFA de 2011–12 | 1998                     |
| Atlético de Madrid | Madrid  | Campeão da Liga Europa da UEFA de 2011–12       | 2010                     |

## Partida
| 31 de agosto  | Chelsea    | 1 – 4     | Atlético de Madrid                | Stade Louis II, Mónaco                     |
| 20:45 (UTC+0) | Cahill 74' | Relatório | Falcao 7', 19', 45' · Miranda 60' | Público: 14 312 Árbitro: SVN Damir Skomina |

| Chelsea | Atl. Madrid |

| CHELSEA:          |    |                              |     |     |
|                   |    |                              |     |     |
| G                 | 1  | Petr Čech                    |     |     |
| LD                | 2  | Branislav Ivanović           | 29' |     |
| Z                 | 24 | Gary Cahill                  |     |     |
| Z                 | 4  | David Luiz                   |     |     |
| LE                | 3  | Ashley Cole                  |     | 90' |
| M                 | 12 | Mikel John Obi               |     |     |
| M                 | 8  | Frank Lampard                |     |     |
| A                 | 7  | Ramires Santos do Nascimento |     | 46' |
| M                 | 17 | Eden Hazard                  |     |     |
| A                 | 10 | Juan Mata                    |     | 81' |
| A                 | 9  | Fernando Torres              |     |     |
| Substitutos:      |    |                              |     |     |
| GK                | 22 | Ross Turnbull                |     |     |
| DF                | 34 | Ryan Bertrand                |     | 90' |
| MF                | 6  | Oriol Romeu                  |     |     |
| MF                | 11 | Oscar                        |     | 46' |
| MF                | 16 | Raul Meireles                |     |     |
| FW                | 23 | Daniel Sturridge             |     | 81' |
| FW                | 13 | Victor Moses                 |     |     |
| Treinador:        |    |                              |     |     |
| Roberto Di Matteo |    |                              |     |     |

| ATLÉTICO DE MADRID: |    |                    |  |     |
|                     |    |                    |  |     |
| G                   | 13 | Thibaut Courtois   |  |     |
| LD                  | 20 | Juanfran           |  |     |
| Z                   | 23 | Miranda            |  |     |
| Z                   | 2  | Diego Godín        |  |     |
| LE                  | 3  | Filipe Luís        |  |     |
| V                   | 4  | Mario Suárez       |  |     |
| V                   | 14 | Gabi               |  |     |
| A                   | 7  | Adrián López       |  | 56' |
| M                   | 6  | Koke               |  | 81' |
| A                   | 10 | Arda Turan         |  |     |
| A                   | 9  | Radamel Falcao     |  | 87' |
| Substitutos:        |    |                    |  |     |
| GK                  | 25 | Sergio Asenjo      |  |     |
| DF                  | 17 | Sílvio             |  |     |
| DF                  | 18 | Cata Díaz          |  |     |
| MF                  | 8  | Raúl García        |  | 81' |
| MF                  | 21 | Emre Belözoğlu     |  | 87' |
| MF                  | 11 | Cristian Rodríguez |  | 56' |
| FW                  | 19 | Diego Costa        |  |     |
| Treinador:          |    |                    |  |     |
| Diego Simeone       |    |                    |  |     |

## Campeão
| Supercopa Europeia de 2012             |
| Espanha                                |
| -------------------------------------- |
| Atlético de Madrid Campeão (2º título) |